# Tipula (Lunatipula) pleuracicula
Tipula (Lunatipula) pleuracicula is een tweevleugelige uit de familie langpootmuggen (Tipulidae). De soort komt voor in het Nearctisch gebied.